# Kargapoljei járás

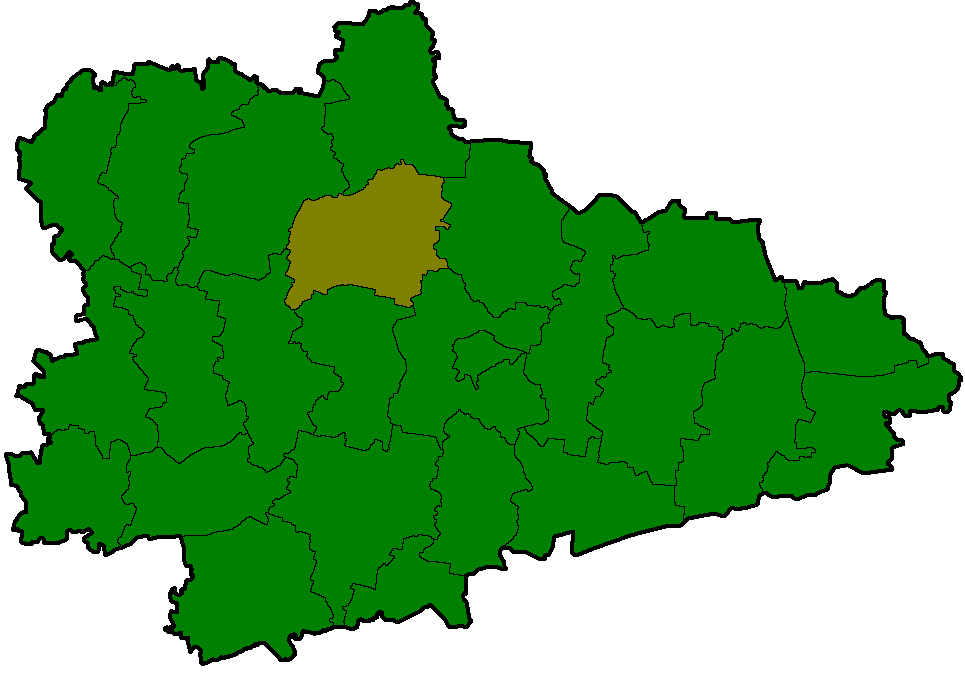
A Kargapoljei járás a Kurgani területen

A Kargapoljei járás (oroszul Каргапольский район) Oroszország egyik járása a Kurgani területen. Székhelye Kargapolje.

## Népesség
- 1989-ben 38 518 lakosa volt.
- 2002-ben 34 854 lakosa volt.
- 2010-ben 31 832 lakosa volt, melyből 29 571 orosz, 418 kazah, 207 ukrán, 113 tatár, 102 udmurt, 91 fehérorosz, 83 azeri, 75 örmény, 66 német, 58 cigány, 41 baskír, 30 csuvas, 24 mari, 19 moldáv, 17 mordvin, 16 lengyel, 15 grúz, 15 üzbég, 11 csecsen, 10 ingus, 10 kirgiz stb.